# Бойня номер пять, или Крестовый поход детей
«Бойня номер пять, или Крестовый поход детей» (англ. Slaughterhouse-Five, or The Children’s Crusade; 1969) — автобиографический роман Курта Воннегута о бомбардировке Дрездена во время Второй мировой войны.
Давая оценки различным своим произведениям в 18 главе книги «Вербное воскресенье: автобиографический коллаж» Воннегут оценивает «Бойню номер пять» на 5+ из 5 возможных. По версии журнала Time книга входит в топ-100 лучших англоязычных романов, написанных период с 1923 по 2005 год.

## Название и предыстория
После отчисления из университета за неуспеваемость Курт Воннегут добровольно вступил в ряды вооружённых сил США и участвовал во Второй мировой войне.
В 1944 году он попал в плен во время Арденнской контрнаступательной операции немецких войск и был направлен в Дрезден, где вместе с другими военнопленными работал на заводе, производящем солодовый сироп с витаминами для беременных женщин. И именно там Воннегуту было суждено приобрести свой самый страшный военный опыт. 13—14 февраля 1945 года он стал свидетелем бомбардировки Дрездена американской авиацией. Курт Воннегут оказался в числе семи американских военнопленных, выживших в тот день в Дрездене. Пленных на ночь запирали на неработающей городской скотобойне номер 5, а во время бомбёжки уводили в подвал, в котором хранились мясные туши. Настоящих бомбоубежищ в городе почти не было, поскольку Дрезден не был стратегически важной целью. Чудом избежав гибели от своих же самолётов, Воннегут в полной мере познал ужас войны, когда вместе с другими пленными ему пришлось разбирать руины и вытаскивать из-под обломков тысячи трупов.
Воннегут был освобождён войсками Красной Армии в мае 1945 года.
По мнению писателя, бомбардировка Дрездена не была вызвана военной необходимостью. Большинство погибших при этой операции были мирными жителями, были разрушены жилые кварталы, погибли памятники архитектуры. Воннегут, будучи, бесспорно, против нацизма, не признаёт, что разгром Дрездена был «наказанием» за преступления нацистов. Роман подвергся цензуре в США, он был занесён в список «вредных» книг и изымался из библиотек.

## Содержание
В начале романа описывается замысел книги о бомбардировке Дрездена. Автор жалуется, что никак не может придумать нужные слова для этой книги, которую считал своей главной работой. Чтобы составить план будущей книги, он встретился со своим однополчанином Бернардом О’Хэйром. Жена О’Хэйра Мэри очень рассердилась, узнав о замысле книги про войну, потому что во всех таких книгах есть элемент героизации войны — циничная ложь, поддерживающая новые войны. Разговор Воннегута с Мэри — ключевой эпизод в начале романа, он объясняет, почему книга о Дрездене получилась такой странной, короткой, путаной, что не мешает ей быть антивоенной. Также из этого диалога понятно, откуда взялось второе название романа.

— Да вы же были тогда совсем детьми! — сказала она.
— Что? — переспросил я.
— Вы были на войне просто детьми, как наши ребята наверху.
Я кивнул головой — её правда. Мы были на войне детьми неразумными, едва расставшимися с детством.
— Но вы же так не напишете, верно? — сказала она. Это был не вопрос — это было обвинение.
— Я… я сам не знаю, — сказал я.
— Зато я знаю — сказала она. — Вы притворитесь, что вы были вовсе не детьми, а настоящими мужчинами, и вас в кино будут играть всякие Фрэнки Синатры и Джоны Уэйны или ещё какие-нибудь знаменитости, скверные старики, которые обожают войну. И война будет показана красиво, и пойдут войны одна за другой. А драться будут дети, вон как те наши дети наверху.
И тут я всё понял. Вот отчего она так рассердилась. Она не хотела, чтобы на войне убивали её детей, чьих угодно детей. И она думала, что книжки и кино тоже подстрекают к войнам.
И тут я поднял правую руку и дал ей торжественное обещание.
— Мэри, — сказал я, — боюсь, что эту свою книгу я никогда не кончу. Я уже написал тысяч пять страниц и всё выбросил. Но если я когда-нибудь эту книгу кончу, то даю вам честное слово, что никакой роли ни для Фрэнка Синатры, ни для Джона Уэйна в ней не будет. И знаете что, — добавил я, — я назову книгу «Крестовый поход детей».

После этого она стала моим другом.
В итоге роман был посвящён Мэри О’Хэйр и дрезденскому таксисту Герхарду Мюллеру и написан в «телеграфически-шизофреническом стиле», как выражается сам Воннегут. В книге тесно переплетаются реализм, гротеск, фантастика, элементы безумия, жестокая сатира и горькая ирония.
Главный герой — американский солдат Билли Пилигрим, нелепый, робкий, апатичный человек, прототипом которого стал сослуживец Воннегута, Эдвард Кроун. В книге описываются похождения Пилигрима на войне и бомбардировка Дрездена, которая наложила несмываемый отпечаток на психическое состояние Пилигрима, с детства не очень устойчивое. Воннегут ввёл в повесть фантастический элемент: события жизни главного героя рассматриваются сквозь призму посттравматического стрессового расстройства — синдрома, свойственного ветеранам войны, который искалечил восприятие героем действительности. В результате комичный «рассказ про инопланетян» вырастает в некоторую стройную философскую систему.
Пришельцы с планеты Тральфамадор забирают Билли Пилигрима на свою планету и рассказывают ему, что время на самом деле не «течёт», не происходит постепенный случайный переход от одного события к другому — мир и время раз и навсегда даны, известно всё, что произошло и произойдёт. О чьей-либо смерти тральфамадорцы просто говорят: «Такие дела». Нельзя сказать, почему или зачем произошло что-либо — такова была «структура момента».
Таким художественным образом объясняется и композиция романа — это не рассказ о последовательно сменяющих друг друга событиях, а идущие без всякого порядка эпизоды жизни Пилигрима. Он научился у инопланетян путешествовать во времени, и каждый эпизод является таким путешествием.
Вот некоторые из моментов, в которые заносит Пилигрима поток времени:
1. Психологические травмы детства (испуг от вида Большого каньона, первый неудачный опыт плавания).
2. Долгий переход по зимнему лесу вместе с несколькими другими солдатами. Отбившись от отряда, они вынуждены бродить по незнакомым местам. Автобиографический (впрочем, как и многие другие в книге) момент.
3. Плен и события в лагере для военнопленных англичан.
4. Работа в Дрездене, поселение на бойне номер 5 и бомбардировка, за одну ночь стёршая город с лица земли. Тонкий художественный ход — дальнейшие события, такие, как встреча с инопланетянами, могут быть объяснены с той точки зрения, что Билли просто сошёл с ума — многочисленные нервные потрясения, крупнейшее из которых — момент бомбардировки, которые накапливались в герое, в конце концов через много лет привели к помутнению сознания.
5. Психиатрическая лечебница. После нескольких месяцев после войны, Билли продолжает ходить на оптометрические курсы, когда у него случается нервный срыв. В лечебнице Билли познакомился с Элиотом Розуотером и книгами Килгора Траута.
6. События после войны — спокойная размеренная жизнь с некрасивой, но доброй и отзывчивой женой. Богатство, к которому Пилигрим не стремился, пришло к нему на ниве офтальмологической медицины.
7. Встреча с инопланетянами — полёт на Тральфамадор и выставление Билли Пилигрима в качестве жителя зоопарка на потеху инопланетянам. Там его спарили с бывшей кинозвездой Монтаной Уайлдбек.
8. Падение самолёта и больница. Билли летел в самолёте с другими оптометристами на съезд, когда он врезался в гору. В авиакатастрофе выживает только он и второй пилот. Получив травму головы, он попадает в больницу, где его долгое время принимают за «овоща». Там он знакомится с Бертрамом Ремфордом, 70-летним бывшим полковником, который писал книгу о истории авиации. Жена Билли спешит к нему в больницу и попадает в аварию приведшую к поломке глушителя. Продолжив движение она отравляется выхлопными газами. Доехав до больницы она теряет сознание и умирает через несколько часов.
9. Смерть от лазерного ружья снайпера после семинара Пилигрима, в котором тот распространяет идеи, поведанные ему тральфамадорцами. Как путешественник во времени, Билли много раз видел собственную смерть и предсказывал её во всех подробностях.

## Анализ
В романе ярко выражены антимилитаристские краски, показано бессилие человека перед бесконечным и бездушным миром зла и насилия, страданий и бессмысленных жертв (представление об отсутствии какой-либо свободы воли перед лицом раз и навсегда данной истории).
Стереотипы «настоящих мужчин», «крутых парней», «героев», обычно встречающиеся в книгах про войну, у Воннегута извращены до нелепости и представлены жёсткой пародией в образах пленных англичан и Роланда Вири, вызывающих кривую усмешку. Нет деления на «наших» и «врагов» — немцы показаны такими же обыкновенными замученными людьми, невероятно уставшими от войны, как и американцы.
Собственно бомбардировка Дрездена в романе так и не показана, хотя автор и говорит, что вся книга о ней. Даже последствия бомбардировки описаны очень смазанно. Создаётся впечатление, что Воннегут оттягивает разговор об этом, тонет в предисловиях, эпизодах. На самом деле ему просто нечего сказать. Войны вообще и бомбардировка Дрездена в частности видятся автором как чудовищная бессмыслица, которую невозможно даже адекватно описать. Воннегут не в состоянии осмыслить болезнь человечества, приводящую к войнам, и его книга застывает в стадии замысла.
Бомбардировка Дрездена остаётся в романе именно тем, чем она и является — чёрной дырой, пустотой. Облачённая в слово, пустота утратила бы свой статус.

## Экранизации
В 1972 году американский режиссёр Джордж Рой Хилл снял фильм «Бойня номер пять» — точную экранизацию одноимённого романа. В интервью журналу Film Comment в 1985 году Курт Воннегут сказал: «Я весьма признателен Джорджу Рою Хиллу и компании Universal Pictures, которые создали безукоризненную экранизацию моего романа „Бойня номер пять“. Каждый раз, когда я смотрю этот фильм, я пускаю слюни и радостно хихикаю, потому что он необычайно гармонирует с теми чувствами, которые я испытывал, когда писал этот роман». По большей части, сценарий Стивена Геллера почти полностью соответствует источнику, и в тематическом плане экранизация близка к совершенству, несмотря на некоторые пропуски и расхождения с книгой.